# Cá hộp

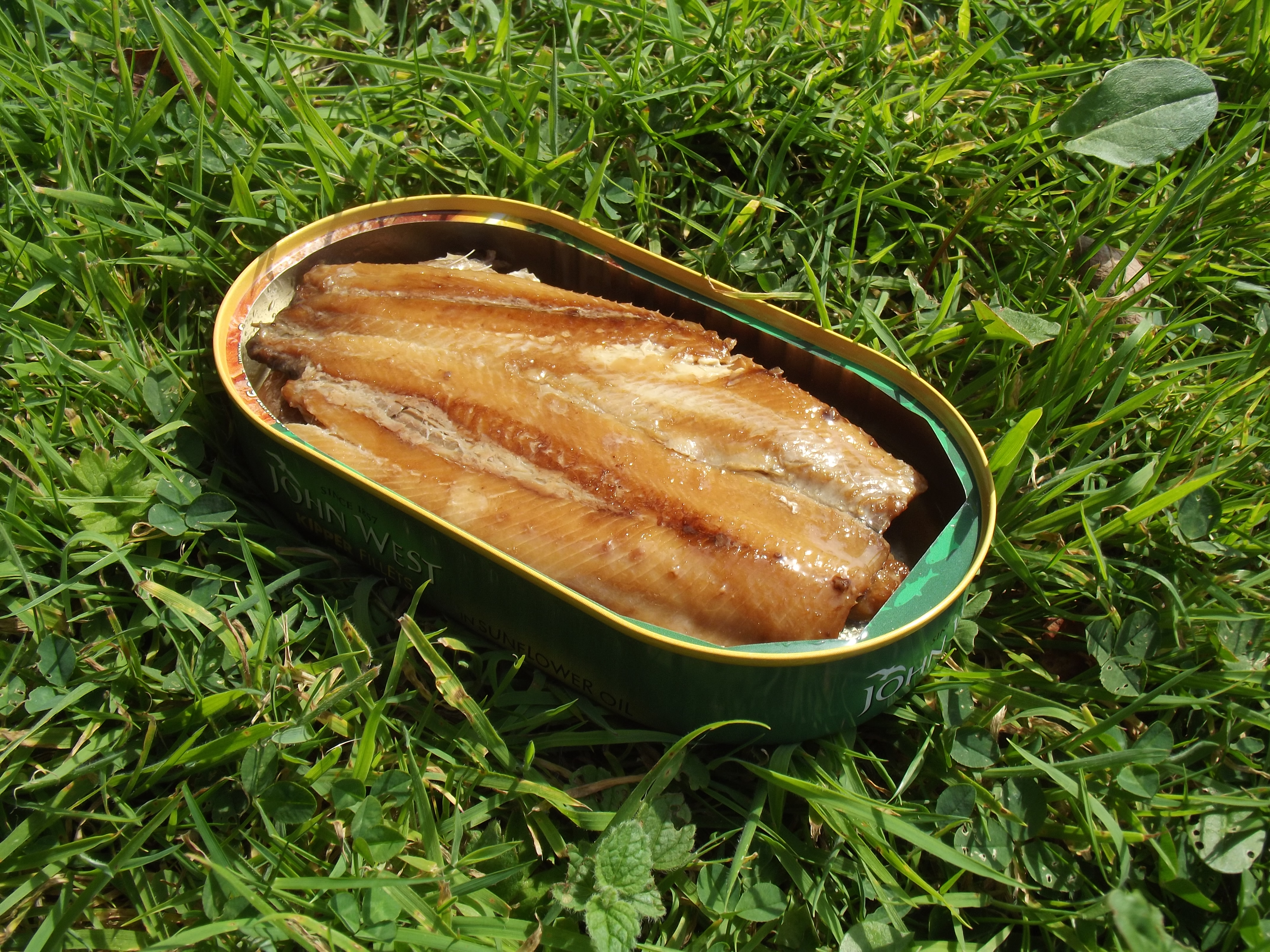
Cá hộp

Cá hộp hay cá đóng hộp (Canned fish) là cá đã được chế biến sẵn và đóng kín trong lon thiếc hoặc đóng gói trong bao bì kín gió và chịu nhiệt. Đóng hộp là một phương pháp bảo quản thực phẩm theo kiểu công nghiệp và có thời hạn sử dụng điển hình từ 2 đến 5 năm. Trong thành phẩm cá có độ axit thấp nên mức độ cao là những vi sinh vật có thể sinh sôi, phát triển gây ươn thối, hư hỏng, thực phẩm có độ axit thấp (pH lớn hơn 4,6) nên cần được tiệt trùng bằng nhiệt độ cao (116–130 °C).
Sau khi thanh trùng, là khâu đóng hộp, người ta sử dụng lon/hộp chứa cá chế biến để ngăn không cho vi sinh vật xâm nhập và sinh sôi vào bên trong. Các kỹ thuật bảo quản là cần thiết để ngăn sản phẩm cá bị hư hỏng và kéo dài thời gian bảo quản sản phẩm. Các loại đồ hộp được thiết kế để ức chế hoạt động của vi khuẩn gây hư hỏng và những thay đổi về chất dẫn đến giảm chất lượng của thành phẩm cá, những vi khuẩn gây hư hỏng là những loại vi khuẩn cụ thể tạo ra mùi và vị khó chịu làm cá bị hư hỏng.

## Tổng quan

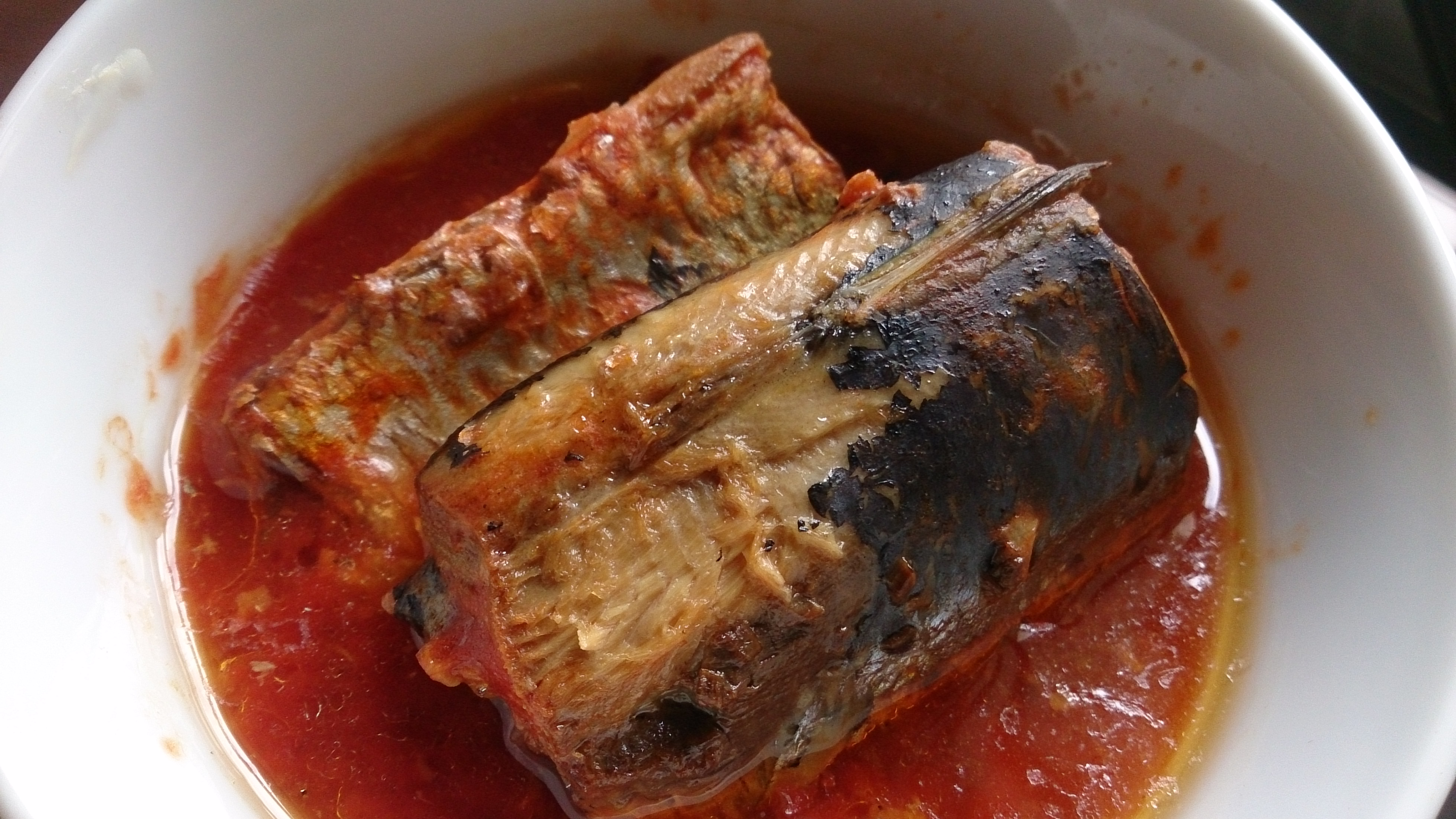
Cá mòi đóng hôp xổ ra dĩa

Cá hộp có ưu điểm là rẻ, sẵn có, tiện dụng, dễ sử dụng và thời gian bảo quản lâu hơn so với cá tươi hoặc các phương pháp chế biến sẵn khác. Thực phẩm đóng hộp là cách đơn giản để dự trữ các loại nông sản và thịt cá, và những sản phẩm cá ngừ và cá hồi đóng hộp là những món ăn lành mạnh, thuận tiện vì có thời hạn sử dụng lâu dài. Và vì cá ngừ có chứa một ít thủy ngân, nên ăn tối đa ba phần ăn cá ngừ đóng hộp (cá ngừ nhạt) hoặc một phần ăn cá albacore đóng hộp. Cá ngừ đóng hộp ổn định trong hạn sử dụng, giá cả phải chăng và có thể được sử dụng trong rất nhiều bữa ăn khác nhau, từ salad đến bánh mì, cá ngừ đóng hộp có nhiều lợi ích dinh dưỡng mặc dù vậy không nên lạm dụng mà kết hợp cá ngừ đóng hộp vào chế độ ăn uống.
Cá hộp cũng có thể sử dụng để chế biến với hành tây xắt nhỏ, rau củ cũng là một lựa chọn để chế biến cùng cá trích đóng hộp, ngoài bánh Sandwich cá ngừ, còn có nhiều cách khác để chế biến cá ngừ đóng hộp như nấu với cà chua hoặc nước sốt mỳ ống đóng hộp cũng như rau củ hỗn hợp để nước sốt mỳ ống, có thể xào cá ngừ với các loại rau củ như măng tây, bắp cải tí hon hoặc rau bina để món ăn giàu vitamin B, chất xơ và sắt. Khi chế biến nên nên đổ hết nước sốt vì nó chứa hầu hết lượng natri trong món ăn, lựa chọn cá ngâm nước hoặc ngâm dầu ô liu vì có thể loại bỏ nước ngâm dễ dàng hơn và nên ăn kèm các loại rau củ hoặc trái cây như dâu tây hay việt quất trong bữa ăn có cá ngừ đóng hộp vì kali trong trong các loại quả giúp cân bằng các tác dụng phụ của natri. Khi chọn cá hộp, cá ngâm dầu tốt hơn cá ngâm các loại nước khác, do dầu giữ lại các chất dinh dưỡng trong cá.

## Cá ngừ hộp

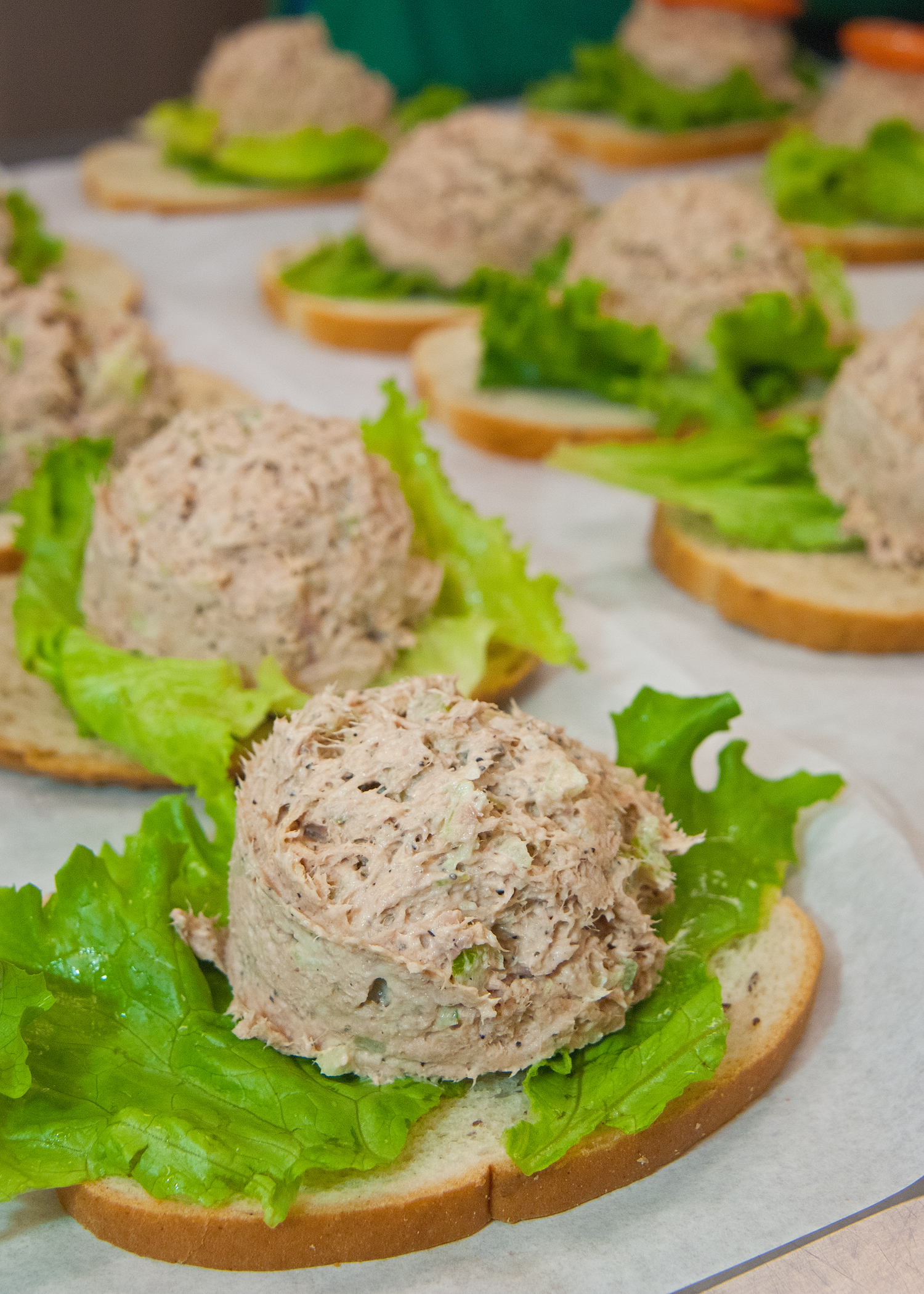
Cá ngừ hộp chế biến thành món ăn

Một lon cá ngừ ngâm dầu chứa 46,6 gram protein, trong khi một lon cá ngừ ngâm nước chứa 31,7 gram protein chỉ cần một lon cá ngừ là đủ đáp ứng gần như tất cả nhu cầu hằng ngày. Nhờ a xít béo omega-3 có trong cá ngừ đóng hộp sẽ tăng cường chức năng não và mắt chỉ bằng cách ăn bánh mì kẹp cá ngừ đó vào bữa trưa, nó còn có tác dụng giảm viêm và loại bỏ các triệu chứng của bệnh khô mắt, cá ngừ đóng hộp có ít thủy ngân hơn đáng kể so với cá ngừ tươi Cá ngừ ngâm dầu đóng hộp có thể làm tăng cân vì có nhiều calo hơn, chất béo và có thể dẫn đến tăng cân
Cá ngừ ngâm dầu đóng hộp chứa 56 calo mỗi ounce và 2 gram chất béo, trong khi cá ngừ ngâm nước chứa ít hơn một nửa lượng calo ở mức 24 calo mỗi ounce và ít hơn 1 gram chất béo. Một thành phần được tìm thấy trong tất cả cá ngừ đóng hộp là natri, với số lượng lớn có thể dẫn đến đầy hơi. Ăn quá nhiều cá ngừ không tốt, bởi trong có ngừ có hàm lượng thủy ngân cao hơn nhiều so với nhiều loài cá khác, lượng thủy ngân quá mức có thể dẫn đến các vấn đề về thị lực, thính lực suy giảm, cơ thể thiếu sự phối hợp và làm yếu cơ không nên tiêu thụ nhiều hơn 3-5 hộp cá ngừ 1 tuần.

## Hình ảnh

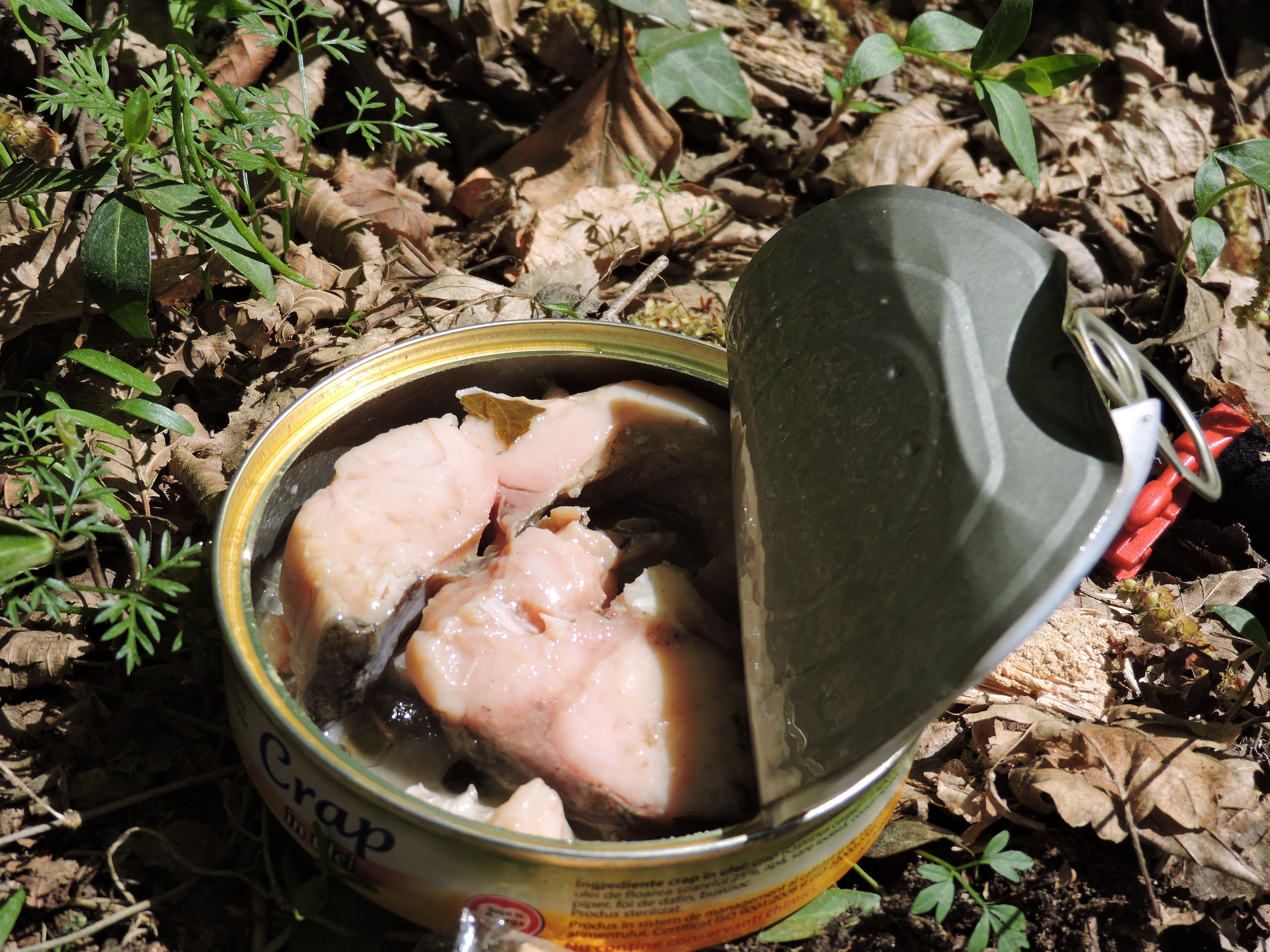
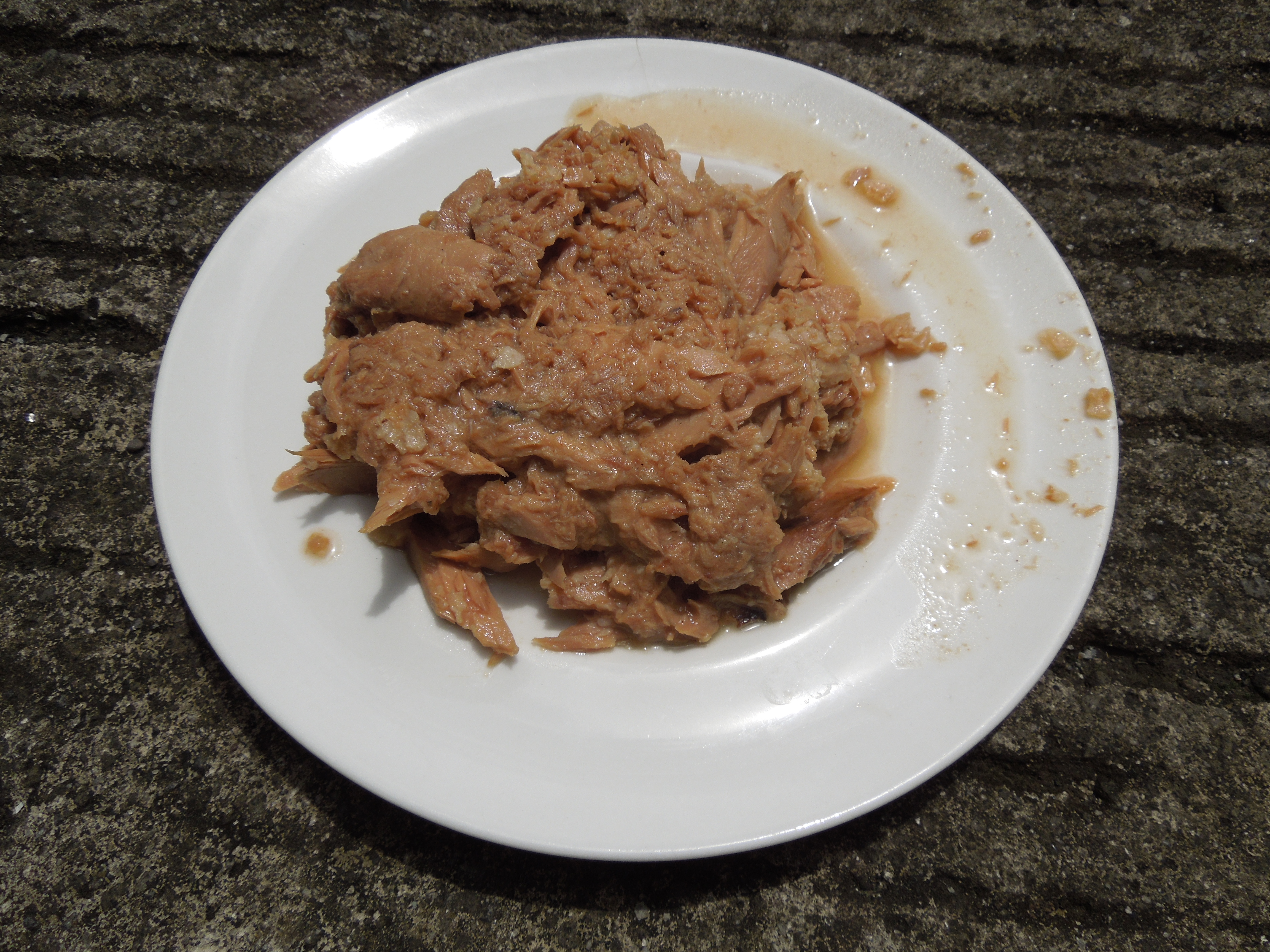
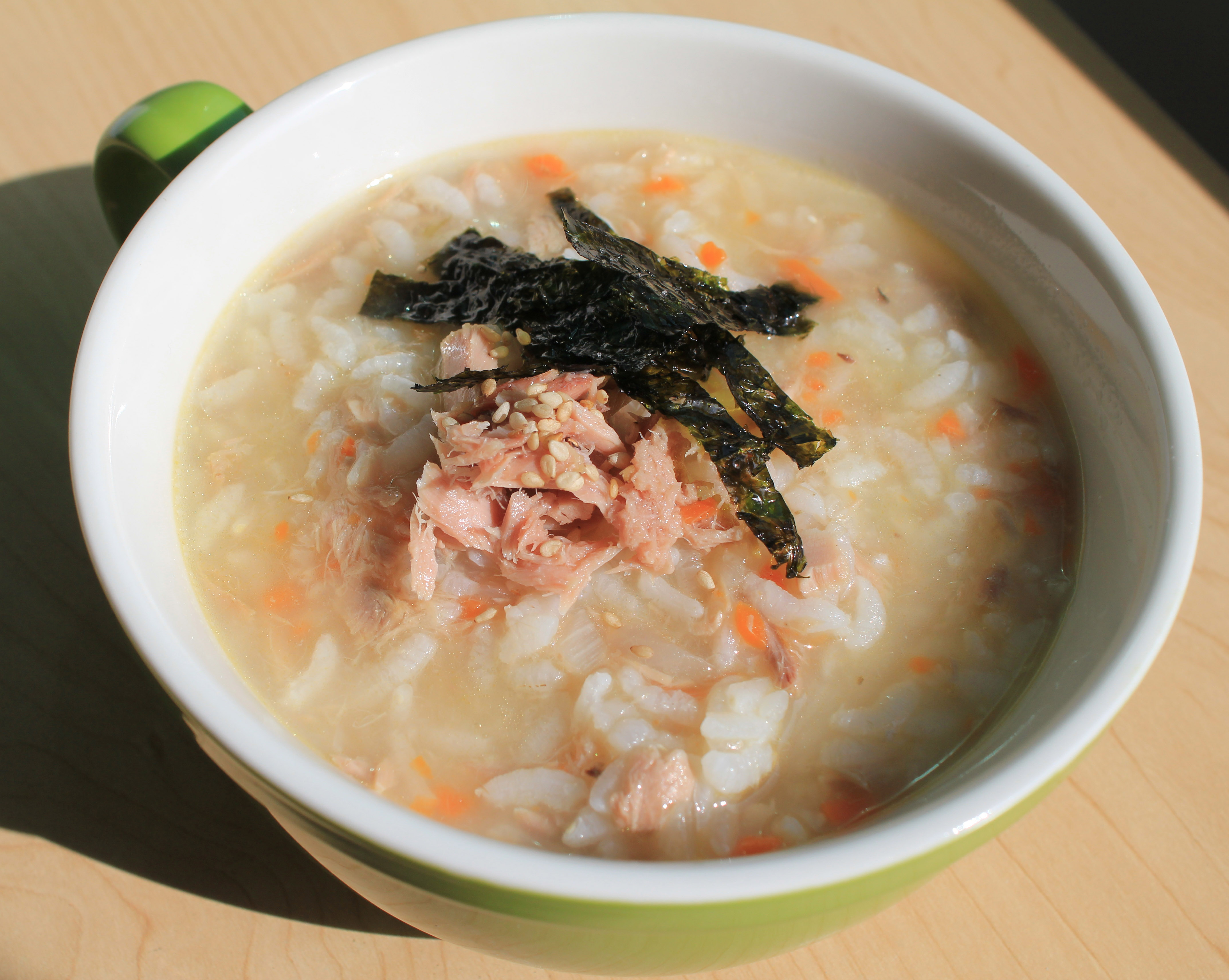
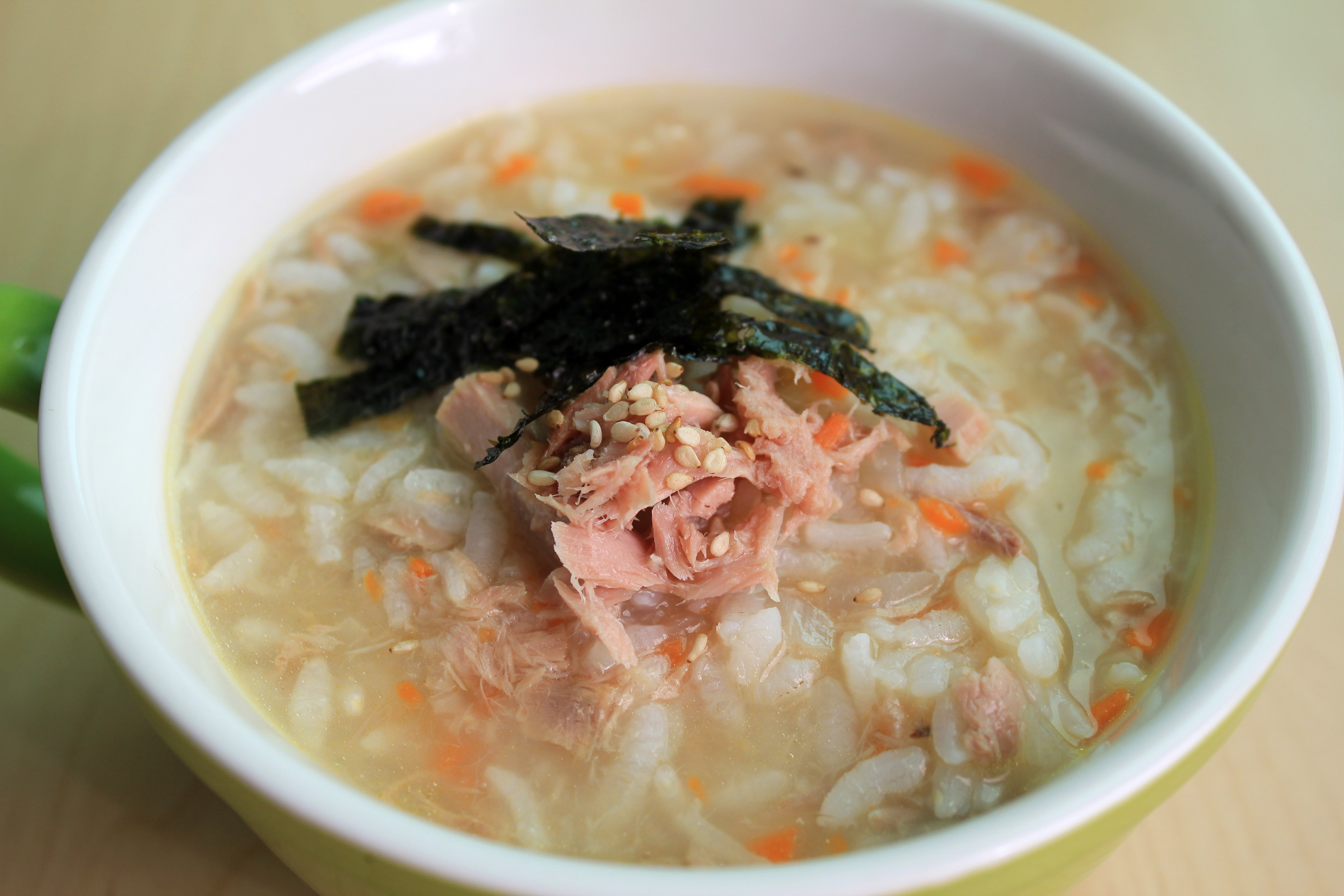
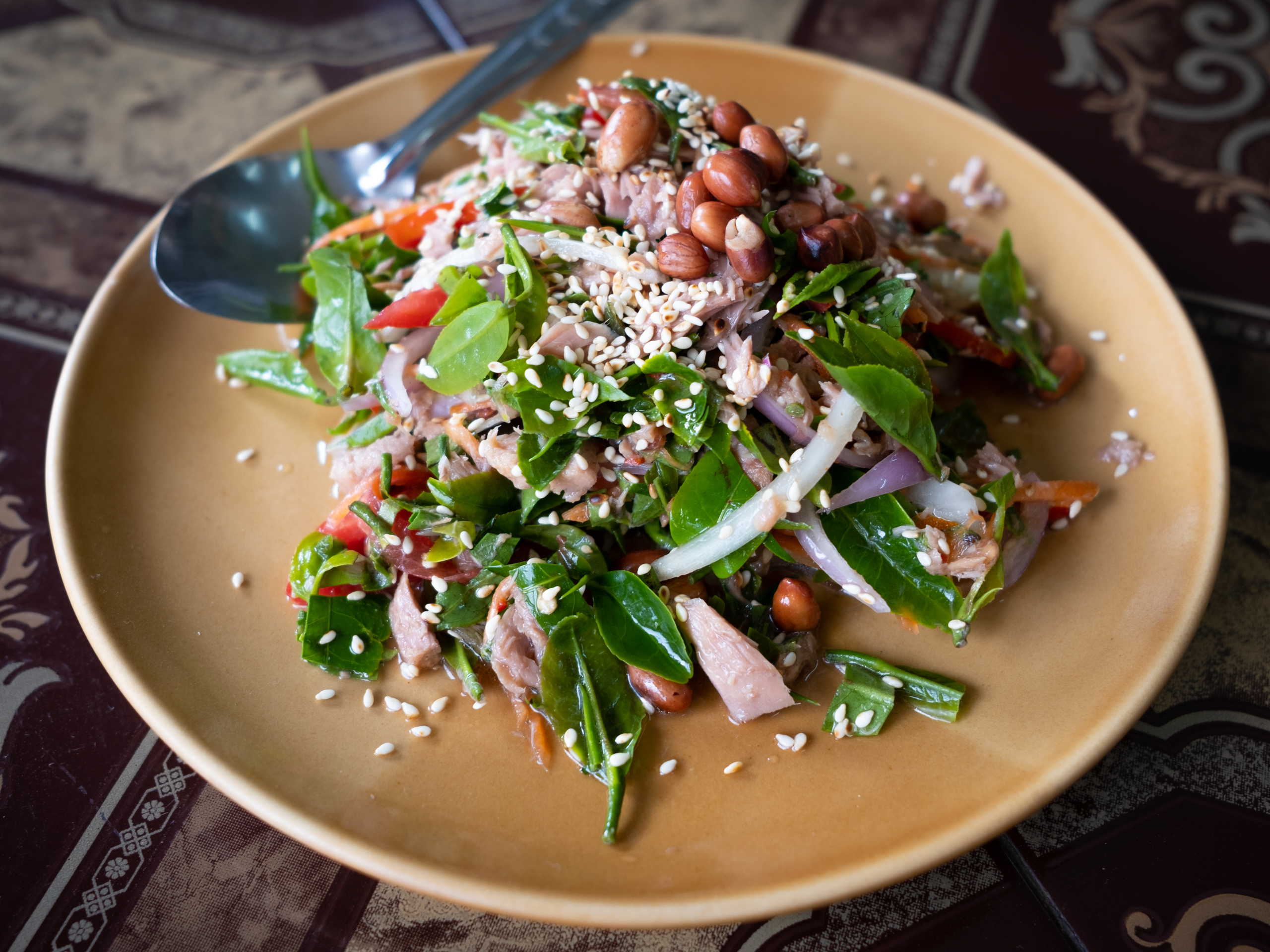
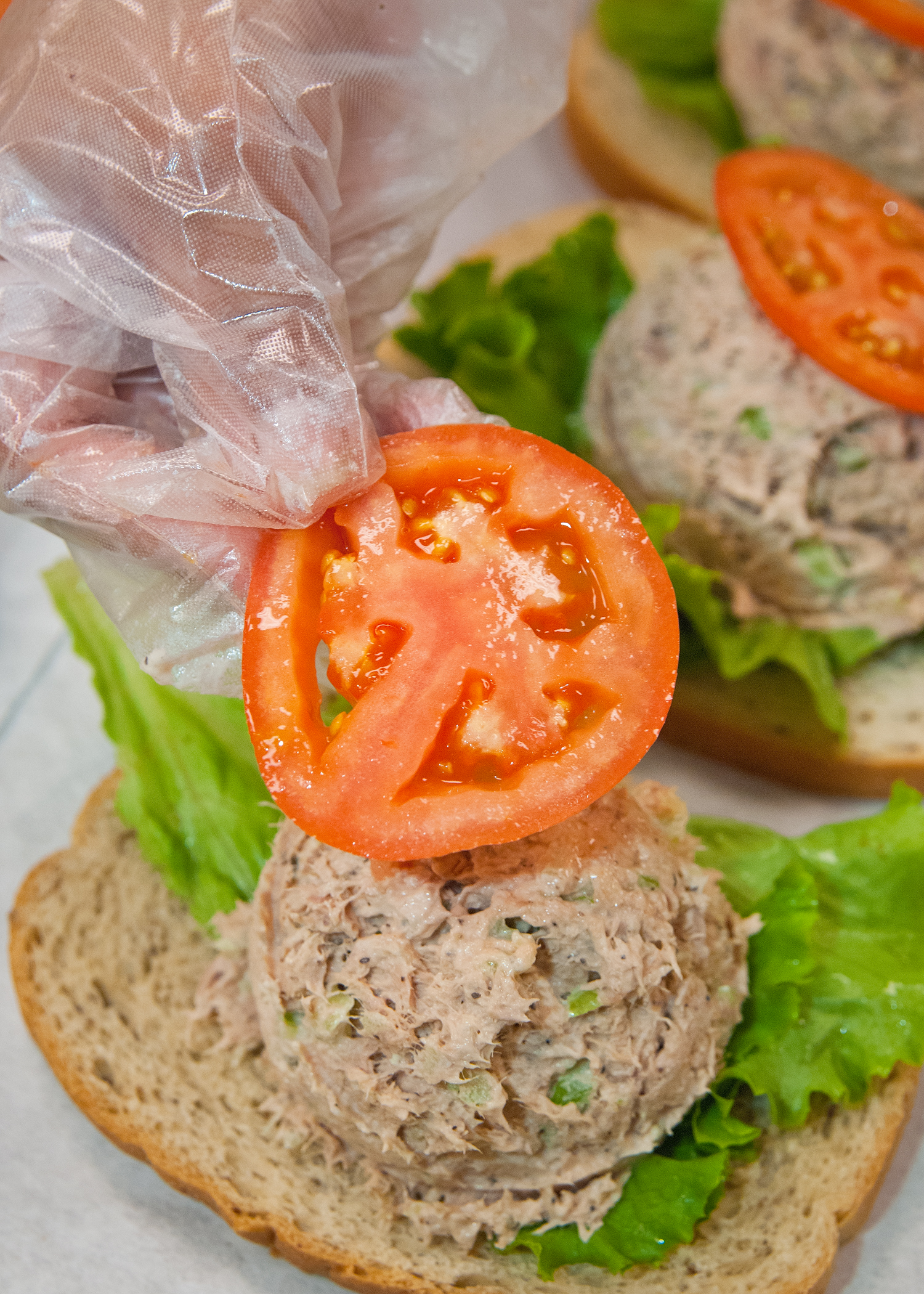
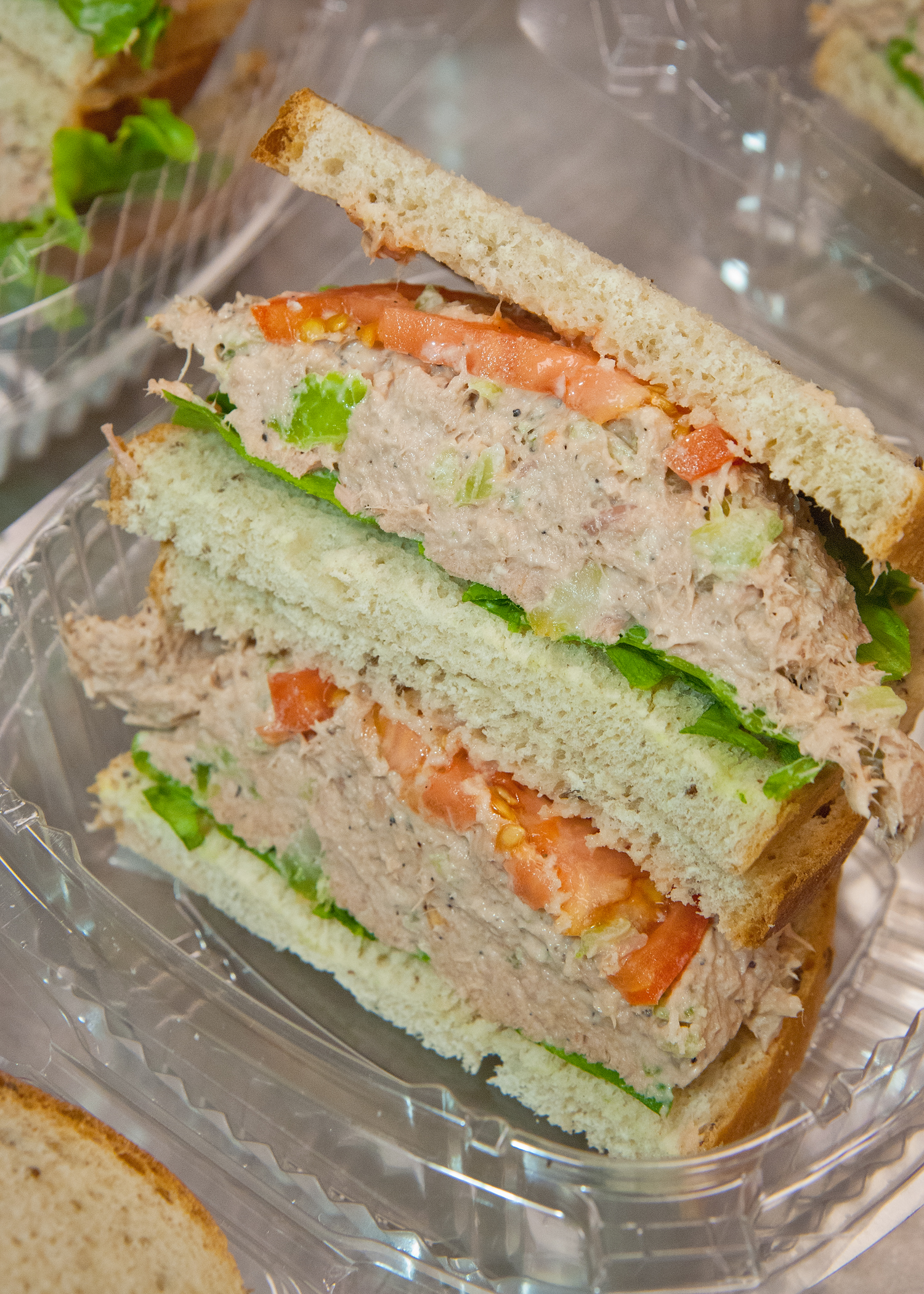